# グレッグ・スティームスマ
グレゴリー・スティームスマ（Gregory Stiemsma、1985年9月26日 - ）は、アメリカ合衆国・ウィスコンシン州ランドルフ出身のバスケットボール選手。ポジションはセンター。現在はミネソタ・ティンバーウルブズでコーチを務めている。

## 来歴
ウィスコンシン州の地元の高校から2004年にウィスコンシン大学に進学。しかし1〜2年生時は右足の負傷に苦しみ、3〜4年生にかけても平均3得点台に止まり、2008年のNBAドラフトでは、どのチームからも指名を受けることは出来なかった。
スティームスマは2008年にターキッシュ・バスケットボール・リーグでプロキャリアを開始。その後は韓国、Dリーグでもプレーした。
2011年12月9日、ボストン・セルティックスと契約し、念願のNBA入り。1年間プレーした後、2012年7月に制限付きFAとなったスティームスマはミネソタ・ティンバーウルブズのオファーシートのサイン。セルティックスティンバーウルブズのオファーのマッチングを行わず、ウルブズへの移籍が決定した。ウルブズでは76試合に出場したものの、2012-13シーズン終了後に2013年7月に解雇された。
以降ニューオーリンズ・ペリカンズ、トロント・ラプターズと渡り歩いたものの、出場機会は減少。2015-16シーズン開幕前はオーランド・マジックのシーズンキャンプに参加したものの、開幕前に解雇。結局同シーズンは、どのチームとも契約することは出来なかった。
2016年9月12日、ポートランド・トレイルブレイザーズとシーズンキャンプに関する契約を結んだが、開幕前の10月21日に解雇された。